# Saudi Runaway
Saudi Runaway ist ein Schweizer Dokumentarfilm unter der Regie von Susanne Regina Meures. Der Film feierte im Februar 2020 auf dem Sundance Film Festival 2020 Weltpremiere.

## Handlung
Muna ist eine 26-jährige Frau aus Saudi-Arabien. Sie dokumentierte mit zwei Smartphones heimlich ihr Leben zwischen April und Juni 2019. Muna lebt mit ihren Eltern und ihrem kleinen Bruder in Jeddah. Die Kamera zeigt ihren Alltag hinter Schleiern und geschlossenen Türen. Sie erlebt als Frau harte Einschränkungen und staatliche Kontrolle. Als ersichtlich wird, dass sie mit ihrem Streben nach Autonomie in Saudi-Arabien keine Zukunft hat, plant Muna ihr Entkommen. Sie nutzt dabei ihre anstehende arrangierte Ehe, in der Hoffnung während der Flitterwochen in Abu Dhabi fliehen zu können. Unter der Führung eines saudischen Aktivisten, der ausserhalb des Königreichs stationiert ist, plant sie ihre Flucht. Sie filmt ihre Hochzeitsvorbereitung, die Eheschliessung, den Flug in die Flitterwochen und ihre Flucht. Während der Flitterwoche klaut Muna ihren Pass aus der Tasche ihres Ehemannes und flieht über Weißrussland nach Frankfurt. Der Film zeigt nicht nur die Schwierigkeiten und die Gefahren der physischen Flucht, sondern beschreibt auch die emotionale Zerrissenheit, mit der sich Muna von ihrer Familie lösen muss.

## Produktion
Die Regisseurin Susanne Regina Meures kontaktierte einen saudischen Aktivisten, der eine Chatgruppe mit verschiedenen Frauen aus Saudi-Arabien betrieb, die darüber nachdachten zu fliehen. Der Aktivist veröffentlichte in ihrem Namen einen Aufruf, dass Frauen gesucht würden, die in naher Zukunft planten, das Land zu verlassen. Es meldeten sich über 30 Frauen, doch keine von diesen wollten ihr Gesicht filmen. Nur eine Frau namens Muna stimmte mit folgenden Worten dem Filmprojekt zu: „I want to make this film. I need to show the world what is going on.“ (Ich will diesen Film machen. Ich will der Welt zeigen, was hier passiert.)
Meures stand mithilfe verschlüsselter Messenger-Anwendungen in ständigem Kontakt zu Muna. Jeden Tag chatteten Meures und Muna zwischen fünf bis sechs Stunden und diskutierten über Form und Inhalt des Videomaterials. Muna floh nach Deutschland und erhielt dort Asyl. Zur Weltpremiere ihres Films konnte sie nicht anwesend sein.
Die Vertriebsrechte sicherte sich der Konzern National Geographic, der Film wird auf Wunsch der Protagonistin jedoch bereits seit 2021 nicht mehr öffentlich aufgeführt.

## Auszeichnungen
Der Film feierte im Februar 2020 auf dem Sundance Film Festival 2020 Weltpremiere und lief dort in der Sektion World Cinema Documentary Competition. Beim Panorama Publikumspreis der Berlinale 2020 in der Kategorie Panorama Dokumente erreichte der Film den 2. Platz. Saudi Runaway war für den Amnesty-Filmpreis 2020 nominiert. Im selben Jahr folgten bei der Verleihung des Europäischen Filmpreises eine Nominierung als bester Dokumentarfilm sowie der gewonnene European University Film Award. Im Jahr 2021 war der Film für den Schweizer Filmpreis in der Kategorie Bester Dokumentarfilm nominiert.